# José Hernández-Claire
José Hernández Claire (Guadalajara, Jalisco, 30 de abril de 1949, 18 de septiembre de 2021) fue un fotógrafo mexicano.  

## Trayectoria profesional
Realizó estudios de fotografía en el Pratt Institute de Brooklyn, Nueva York de 1978 a 1982. Ha participado en más de 50 exposiciones individuales y más de 100 exposiciones colectivas en el mundo entero, en países como Hungría, Suiza, Bélgica, Cuba, Reino Unido, Francia, Canadá, Líbano, España y por supuesto México. 
Su obra pertenece a importantes colecciones internacionales: el Museo del Elíseo en Suiza; la Biblioteca Nacional de Paris, el Museo Nicephore-Niepce en Chalon-Sur-Saone en Francia, el Portland Museum of Art en Estados Unidos, el Museo de Fotografía de Hungría (Colección M+M Auer) en Suiza. 
En 2001 fue nombrado becario de la John Simon Guggenheim Foundation en Nueva York, USA. En 2000 obtiene la Beca Proyectos y/o Inversiones. En 1992 recibió el premio internacional de fotoperiodismo Rey de España en Madrid. En 1993, 1997 y 2006 obtuvo la beca del Sistema Nacional de creadores del FONCA en México. En 1996 obtuvo la beca de la the Mother Jones Foundation en San Francisco, Estados Unidos. En 1989 Beca para Creadores y Artistas FONCA. En 1988 obtuvo el premio WHO-OMS Ambassador del concurso Internacional de fotografía. Su trabajo ha sido publicado en importantes revistas en México y el extranjero. En 1985 Beca Nikon y Primer Lugar en Fotoperiodismo The Maine Photographic Workshops, Rockport, Maine, Estados Unidos. En 1984 CMF-INBA Beca para la producción del Ensayo Fotográfico. Premio Cuartoscuro a la trayectoria 2014.

## Exposición Éxodo
En “Éxodo”, Hernández Claire honra a los inmigrados zacatecanos con una muestra que contiene más de 40 imágenes de toda la zona fronteriza norte entre México y los Estados Unidos, repletas de historias verídicas y experiencias de las que el propio expositor fue testigo.

## Fallecimiento
Murió el 18 de septiembre de 2021 como consecuencia de un infarto al miocardio en Guadalajara.